# La Cañita, Sinaloa
La Cañita är en ort i Mexiko.   Den ligger i kommunen Concordia och delstaten Sinaloa, i den centrala delen av landet, 800 km nordväst om huvudstaden Mexico City. La Cañita ligger 1 572 meter över havet och antalet invånare är 115.
Terrängen runt La Cañita är bergig åt nordost, men åt sydväst är den kuperad. Runt La Cañita är det glesbefolkat, med 10 invånare per kvadratkilometer. Närmaste större samhälle är Potrerillos, 0,66 km sydost om La Cañita. I omgivningarna runt La Cañita växer huvudsakligen savannskog.